# Comps (Gard)
Comps é uma comuna francesa na região administrativa de Occitânia, no departamento de Gard. Estende-se por uma área de 8,6 km². Em 2010 a comuna tinha 1 808 habitantes (densidade: 210,2 hab./km²).